# Jean Nolan
Jean Nolan (* um 1986) ist ein österreichischer Musiker. Im Jahr 2011 hat er am nationalen Vorentscheid zum Eurovision Song Contest Guten Morgen Düsseldorf teilgenommen.

## Diskografie

### Alben
- 2010: Born Ready (FREIAUDIO RECORDS)

### Single
- 2013: Hand in Hand (GrandEagle Records)